# Jania rosea
Jania rosea (Lamarck) Decaisne, 1842  é o nome botânico de uma espécie de algas vermelhas pluricelulares do gênero Jania.
- São algas marinhas encontradas na África, Austrália, América do Norte, América do Sul, Antarctica e Turquia.

## Sinonímia
- Corallina rosea Lamarck, 1815
- Corallina plumosa Lamarck, 1815
- Corallina gracilis J.V. Lamouroux, 1816
- Corallina cuvieri J.V. Lamouroux, 1816
- Corallina pilifera J.V. Lamouroux, 1816
- Corallina crispata J.V. Lamouroux, 1816
- Corallina turneri J.V. Lamouroux, 1816
- Jania compressa J.V. Lamouroux, 1824
- Jania cuvieri (J.V. Lamouroux) Decaisne, 1842
- Jania crispata (J.V. Lamouroux) Decaisne, 1842
- Jania gracilis (J.V. Lamouroux) Montagne, 1845
- Corallina plumifera Kützing, 1849
- Corallina calliptera Kützing, 1849
- Corallina cuvieri var. crispata (Lamouroux) Areschoug, 1852
- Corallina cuvieri var. denudata Sonder, 1855
- Corallina clavigera Kützing, 1858
- Corallina cuvieri var. turneri (J.V. Lamouroux) Kützing, 1858
- Corallina denudata Sonder, 1858
- Corallina trichocarpa Kützing, 1858
- Corallina cuvieri var. calliptera (Kützing) Grunow, 1868
- Haliptilon gracile (J.V. Lamouroux) H.W. Johansen, 1971
- Cornicularia gracilis (J.V. Lamouroux) V.J. Chapman & P.G. Parkinson, 1974
- Cornicularia rosea (Lamarck) V.J. Chapman & P.G. Parkinson, 1974
- Cornicularia cuvieri (J.V. Lamouroux) V.J. Chapman & P.G. Parkinson, 1974
- Cornicularia pilifera (J.V. Lamouroux) V.J. Chapman & P.G. Parkinson, 1974
- Haliptilon cuvieri (J.V. Lamouroux) H.W. Johansen & P.C. Silva, 1978
- Haliptilon roseum (Lamarck) Garbary & H.W. Johansen, 1982
- Haliptilon crispatum (J.V. Lamouroux) Garbary & H.W. Johansen, 1982
- Haliptilon piliferum (J.V. Lamouroux) Garbary & Johansen, 1982
- Haliptilon plumiferum (Kützing) Garbary & H.W. Johansen, 1982
- Haliptilon trichocarpa (Kützing) Garbary & Johansen, 1982
- Haliptilon turneri (J.V. Lamouroux) Garbary & H.W. Johansen, 1982